# Julius Duboc

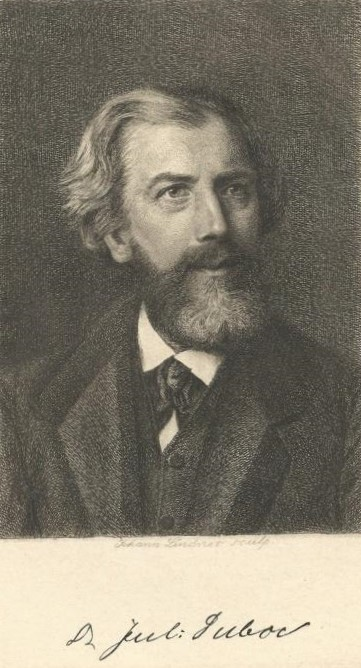
Julius Duboc (um 1900). Radierung von Johann Lindner

Karl Julius Duboc (* 10. Oktober 1829 in Hamburg; † 11. Juni 1903 in Niederlößnitz) war ein deutscher Philosoph und Schriftsteller (Pseudonym Julius Lanz), Bruder des Schriftstellers und Malers Charles Edouard Duboc. 

## Leben
Julius Duboc studierte in Leipzig, Gießen und in Berlin. Während seines Studiums wurde er 1849 Mitglied der Burschenschaft Cattia Gießen. Er war ein Schüler von Ludwig Feuerbach. In seinen philosophischen Schriften propagierte er eine Art ethisch-ehrfürchtigen Atheismus und wandte sich gegen den Pessimismus Schopenhauers. Ferner veröffentlichte er historische Arbeiten sowie Essays und Novellen.
Duboc verstarb 1903 in Niederlößnitz und wurde im Krematorium Gotha eingeäschert.

## Veröffentlichungen
- Soziale Briefe (3. Auflage, 1873)
- Die Psychologie der Liebe (1874)
- Das Leben ohne Gott (1875)
- Hundert Jahre Zeitgeist in Deutschland (1889)
- Jenseits vom Wirklichen. Eine Studie aus der Gegenwart. (1896). Darin der Essay: Friedrich Nietzsche’s Uebermenschlichkeit.
- Die Lust als sozialethisches Entwicklungsprinzip (1900)